# Să prinzi o stea căzătoare
Să prinzi o stea căzătoare (1968) (titlu original Catch a Falling Star) este un roman science fiction scris de John Brunner. Cartea este o versiune mult mai lungă și substanțial diferită a romanului The 100th Millennium, publicat în 1959 de Ace Books, care - la rândul său - avea la bază povestirea "Earth Is But a Star", apărută în numărul 29 din iunie 1958 al publicației Science Fantasy.

## Intriga
Creohan, un astronom amator, descoperă pe cer o stea albastră care se apropie de Pământ. După calculele sale, traiectoria acestea o va purta atât de aproape de globul terestru, încât îi va arde întreaga atmosferă și suprafață. Îngrijorat, caută ajutorul înțelepților orașului, dar aceștia sunt prea ocupați să exploreze Casele Istoriei, activitate care a devenit un drog pentru majoritatea locuitorilor. Nemulțumit, pleacă în lume pentru a găsi un oraș ai cărui locuitori să aibă cunoștințele tehnice necesare și interesul de a devia steaua care pune în primejdie rasa umană.
În periplul său este însoțit de tânăra înotătoare Chalyth și de Madal, o femeie a cărei bărbat plecase în lume cu un deceniu în urmă. Cei trei călătoresc pe drumurile pe care vin zilnic în oraș turmele de animale de carne care hrănesc populația. După ce-l găsesc pe bărbatul lui Madal - rătăcit și sălbăticit - cei trei ajung la păstorii turmelor de animale de carne. Madal decide să li se alăture, încântată de viața lor simplă și grea, iar unul dintre păstori îi ia locul în expediție. Cel care pornește mai departe alături de Creohan și Chalyth este Hoo, singurul păstor cu intelectul încă neafectat de efectele consagvinizării.
Ajunși pe malul mării, cei trei devin prizonierii unor navigatori pitici și războinici, obișnuiți să prade orașele de coastă. Cu ajutorul lor străbat marea dintr-un capăt în celălalt și ajung într-un oraș al cărui locuitori folosesc Casele Istoriei nu ca drog, ci pentru a aduna la un loc toate datele despre istoria umană. Din păcate, ei se limitează la a aduna date și nu sunt deloc dornici să folosească informațiile pentru a acționa în fața pericolului care amenință planeta, așa încât călătorii se văd nevoiți să caute mai departe.
În cele din urmă ajung la un oraș care are cunoștințele tehnice necesare și dorința de a devia steaua. În timp ce organizează apărarea planetei, Creohan și Chalyth descoperă un loc în care se păstrează înregistrări foarte vechi și află că steaua care vine spre Pământ reprezintă sistemul planetar cu care, în urmă cu 100 de milioane de ani, o parte dintre pământeni plecaseră să exploreze spațiul cosmic. Ei își dau seama că steaua nu reprezintă un pericol pentru Pământ, ci îi aduce înapoi pe frații lor plecați.

## Personaje
- Creohan - astronom care descoperă apropierea periculoasă a unei stele de Pământ
- Chalyth - înotătoare care trăiește după principiul carpe diem și i se alătură lui Creohan în încercarea de a găsi un mod de deturnare a stelei
- Madal - femeie îndrăgostită de casa ei, pe care n-o poate părăsi ca să plece în căutarea bărbatului ei dispărut
- Hoo - crescător de animale de carne nemulțumit de statutul său și de faptul că efectele consagvinizării duc la îndobitocirea semenilor săi
- Glyre - istoric dependend de Casa Istoriei, dar care a și călătorit prin lume în tinerețea sa
- Vence - iubitul lui Madal, plecat să exploreze lumea și transformat în sălbatic
- Arrheeharr - crescător de animale de carne
- Stăpânul - conducătorul piraților pitici care pradă coastele mărilor
- Liang-liang, Kiong-binu și Neng-idu - istorici conservatori preocupați doar să adune date care să le permită creionarea istoriei oamenilor
- Kiong-la și Paro-mni - istorici care aleg să renunțe la colectarea pasivă a datelor și încearcă să-i ajute pe Creohan, Chalyth și Hoo să exploreze epocile istorice străvechi pentru a descoperi metode de înlăturare a amenințării stelei
- Roff - constructor de aeronave, ale cărui cunoștințe tehnice le completează pe cele istorice deținute de Kiong-la și Paro-mni și pe cele astronomice deținute de Creohan
- Zayla - soția lui Roff

## Opinii critice
Cartea conține o serie de stereotipii tipice operelor lui Brunner și nu se ridică la standardele unor romane ca Zanzibar' sau Oile privesc în sus. Cu toate acestea, romanul a fost apreciat ca o lectură plăcută, „un amestec reușit de SF și fantasy” și „unul dintre cele mai pline de culoare concepte SF ale lui Brunner”.